# Józef Stemler
Józef Stemler, ps. Doliński, Jan Dąbski, (ur. 17 października 1888 w Dolinie, zm. 9 września 1966 w Warszawie) – zastępca dyrektora Departamentu Informacji i Prasy Delegatury Rządu na Kraj od listopada 1944, pedagog, członek PCK, dyrektor Polskiej Macierzy Szkolnej.

## Życiorys
Syn Henryka i Karoliny z Hołyńców. Ukończył szkołę ludową w Dolinie (1902), Seminarium Nauczycielskie we Lwowie (1907), Uniwersytet Lwowski (1911) i Szkołę Nauk Politycznych w Warszawie (1923). Był członkiem Ligi Narodowej. W II Rzeczypospolitej był działaczem oświatowym, m.in. organizował walkę z analfabetyzmem i przeprowadził akcję popularyzacji czytelnictwa. 20 października 1920 został członkiem Obywatelskiego Komitetu Wykonawczego Obrony Państwa. W latach 1924–1939 redagował pismo „Oświata Polska” – organ Wydziału Wykonawczego Polskich Towarzystw Oświatowych. W grudniu 1926 został członkiem Wielkiej Rady Obozu Wielkiej Polski. W czasie II wojny światowej był więźniem niemieckiego obozu koncentracyjnego Auschwitz-Birkenau.
Był tłumaczem delegacji, która w marcu 1945 rozpoczęła rozmowy z przedstawicielem NKWD Iwanem Sierowem we Włochach pod Warszawą. Rozmowy miały się odbyć w willi w Pruszkowie przy ul. Pęcickiej 3.  Aresztowany przez NKWD, w procesie szesnastu został uniewinniony. Od kwietnia 1951 był kierownikiem biura Rady Polonii Amerykańskiej na Polskę w Warszawie. Aresztowany przez władze komunistyczne, oskarżony o udział w siatce szpiegowskiej USA związanej z osobą biskupa kieleckiego Czesława Kaczmarka. 9 lutego 1955 skazany przez Wojskowy Sąd Rejonowy na karę 6 lat więzienia, obniżoną na mocy amnestii do lat trzech.
Zmarł w Warszawie. Został pochowany 14 września 1966 na cmentarzu w Józefowie.

## Ordery i odznaczenia
- Krzyż Oficerski Orderu Odrodzenia Polski (28 kwietnia 1926)[4]
- Złoty Krzyż Zasługi (1938)
- Srebrny Wawrzyn Akademicki (4 listopada 1937)[5]

## Publikacje
Opublikował książki i broszury, m.in.:
- Pamiętnik Komisji Ratowania Dzieci: Warszawa 1916–1921. Warszawa: Wydawnictwo KRD, 1921.
- Instrukcje w sprawie zakładania Kół Polskiej Macierzy Szkolnej oraz organizowania i prowadzenia czytelni ludowych, bibljotek, kursów dla dorosłych, uniwersytetów ludowych PMS. Warszawa: Wydawnictwo Polskiej Macierzy Szkolnej, 1922.
- Czwórki oświatowe jako społeczny sposób zwalczania analfabetyzmu. Warszawa: Wydawnictwo Polskiej Macierzy Szkolnej, 1922.
- Konstytucja Rzeczypospolitej Polskiej: ustawa z dnia 17 marca 1921 roku: wstęp, objaśnienia, pytania i słowniczek trudniejszych wyrazów i określeń dla samouków. Warszawa: „Księgarnia Polska” Towarzystwa Polskiej Macierzy Szkolnej, 1924.
- Polska Macierz Szkolna: szkic historyczno-sprawozdawczy z 20-lecia działalności 1905–1925: wydawnictwo jubileuszowe. Warszawa: Wydawnictwo Polskiej Macierzy Szkolnej, 1926.
- O prowadzeniu bibliotek: wskazówki organizacyjne, techniczne i wychowawcze dla małych bibljotek. Warszawa, 1927.
- Zagadnienie likwidacji analfabetyzmu w Polsce. Warszawa: „Księgarnia Polska” Towarzystwa Polskiej Macierzy Szkolnej, 1925.
- Liceum Krzemienieckie: przeszłość, teraźniejszość, przyszłość. Warszawa: Księgarnia Polskiej Macierzy Szkolnej, 1927.
- Książka obywatela: pamiątka ze szkoły. Warszawa: Księgarnia Polska, [1928].
- Polacy na szlakach świata: materiał do wykładu oświatowego z przeźroczami. Warszawa: Polska Macierz Szkolna, 1929.
- Jak podróżują ludzie po świecie?: materiał do wykładu oświatowego z przeźroczami. Warszawa, 1929.
- O stosunku bibliotekarza do czytelników w bibliotekach oświatowych: referat wygłoszony na Zjeździe Bibliotekarzy w Poznaniu 30.V.1929 roku. Warszawa, 1929.
- Problem likwidacji analfabetyzmu książkowego. Warszawa: Wydawnictwo Wydziału Wykonawczego Zjednoczenia Polskich Towarzystw Oświatowych, 1934.
- Dzieło samopomocy narodowej Polska Macierz Szkolna 1905–1935. Warszawa: Wydawnictwo Zarządu Głównego Polskiej Macierzy Szkolnej, 1935.
- Na drodze do Polski czytającej: sprawozdanie i uwagi o przebiegu pierwszego „Miesiąca walki z analfabetyzmem książkowym”. Warszawa, 1935.